# Marynarka Wojenna Islamskiej Republiki Iranu
Marynarka Wojenna Iranu, oficjalnie Marynarka Wojenna Islamskiej Republiki Iranu (język perski: نیروی دریایی ارتش جمهوری اسلامی ایران) – marynarka wojenna Iranu, część sił zbrojnych tego państwa. W skład sił morskich współczesnego Iranu wchodzi oprócz niej także Marynarka Korpusu Strażników Rewolucji.
Długość linii brzegowej Iranu wynosi 2440 km, w tym linia brzegowa Morza Kaspijskiego 740 km .

## Historia

### Lata 1885–1941

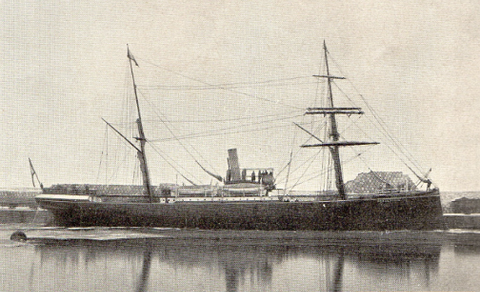
Kanonierka „Persepolis” – pierwszy okręt nowożytnego Iranu

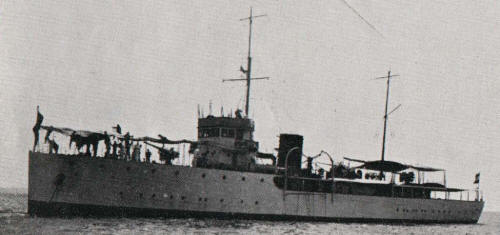
Kanonierka „Babr” z lat 30 XX wieku

Państwo Persów używało sił morskich w różnej postaci już od starożytności. Nowożytna historia marynarki Persji (Iranu) rozpoczęła się natomiast pod koniec XIX wieku. Za datę jej powstania uważa się 1885 rok, kiedy do służby weszły dwa okręty zbudowane dla Persji w niemieckiej stoczni AG Weser w Bremie: duża kanonierka „Persepolis” o wyporności 1200 ton i patrolowiec rzeczny „Susa”. Marynarka jednak borykała się z niedofinansowaniem i kanonierka „Persepolis” przez większość czasu była niesprawna. Na przełomie wieków ponadto nabyto małą kanonierkę „Muzaffer”, która podczas I wojny światowej służyła przejęta przez brytyjską Royal Navy, a następnie także kilka jednostek o mniejszej wartości. Bezpośrednio po I wojnie światowej Persja nabyła z demobilu jedynie niemiecki mały trałowiec FM 24 typu FM.
Istotny rozwój marynarki nastąpił na przełomie lat 20/30. XX wieku, kiedy we Włoszech zamówiono dwie nowe kanonierki typu Babr, cztery duże patrolowce typu Charogh i sześć kutrów motorowych. Większość jednostek została jednak zatopiona – w tym obie kanonierki, lub zdobyta przez marynarkę brytyjską podczas brytyjsko-radzieckiej interwencji w Iranie w sierpniu 1941 roku, w trakcie II wojny światowej. Iran przystąpił następnie do państw alianckich, lecz jego marynarka nie brała udziału w działaniach wojny, a cztery patrolowce typu Charogh były używane przez Brytyjczyków i zwrócone w 1946 roku.

### Po II wojnie światowej

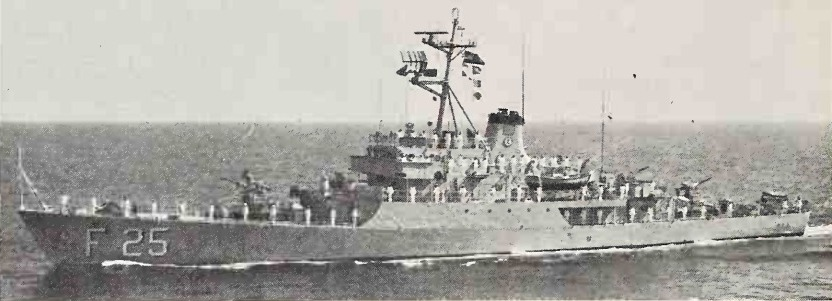
Korweta „Bayandor” w 1975

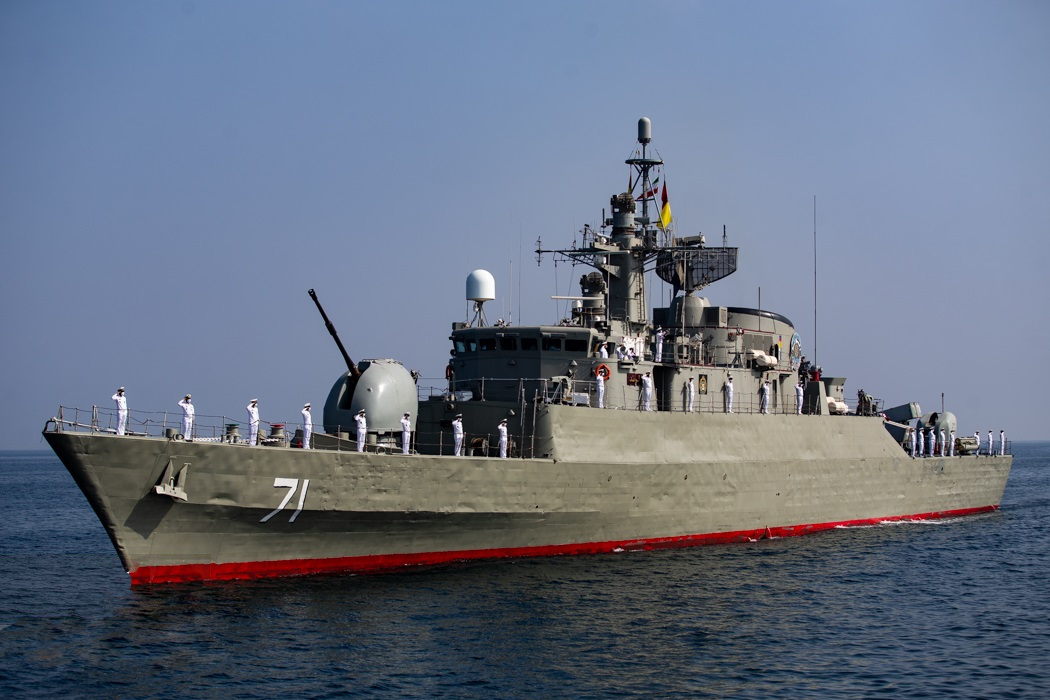
Fregata „Alvand” typu Saam w 2021

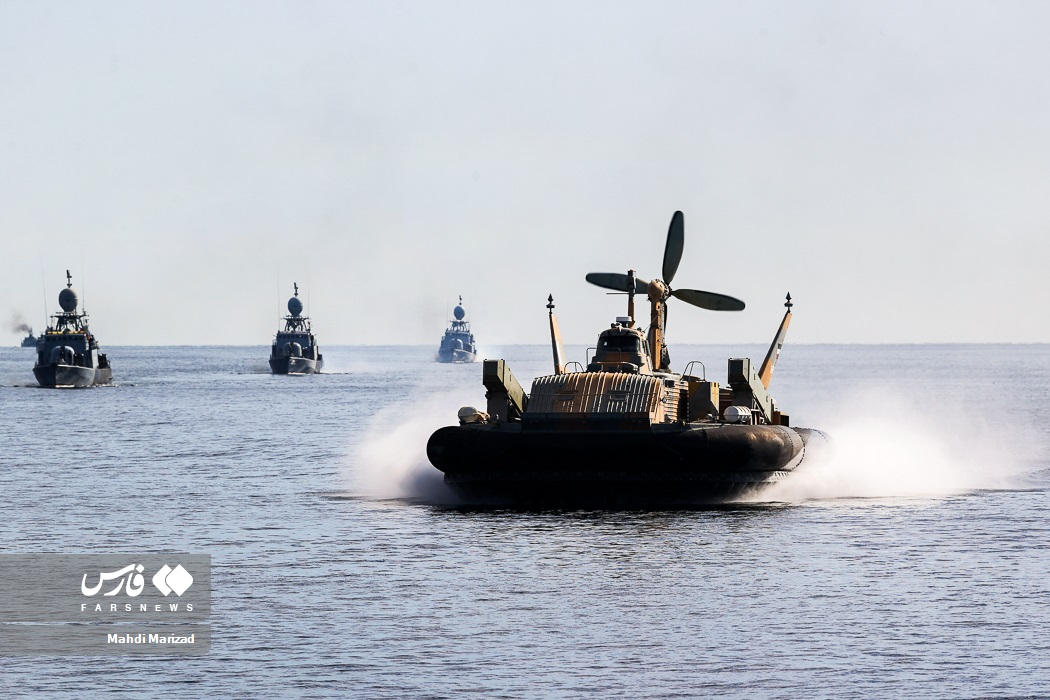
Kutry rakietowe typu Kaman i poduszkowiec „104” w 2023

Po wojnie marynarka Iranu zaczęła się stopniowo odbudowywać. W 1949 roku przejęła dwie brytyjskie fregaty z demobilu wojennego: „Babr” (typu Loch) i „Palang” (eks–trałowiec typu Algerine), które służyły przez kolejne dwie dekady.
Od przełomu lat 50/60. nastąpił rozwój marynarki irańskiej, rozwijanej i szkolonej z pomocą państw zachodnich, głównie Wielkiej Brytanii i USA, w ramach antykomunistycznego sojuszu CENTO i amerykańskiego programu pomocy wzajemnej (MAP). Oprócz mniejszych okrętów otrzymała ona w latach 60. brytyjski niszczyciel „Artemiz” typu Battle i cztery specjalnie zbudowane amerykańskie korwety typu Bayandor. Skokowy wzrost jej możliwości nastąpił w latach 70., kiedy do służby weszły dwa amerykańskie niszczyciele budowy wojennej typu Allen M. Sumner, zmodernizowane do standardu FRAM II z wyrzutniami rakiet, oraz stanowiące następnie rdzeń floty cztery fregaty rakietowe brytyjskiego eksportowego typu Saam (Vosper Mk 5). Dalsze znaczące możliwości uderzeniowe dało irańskiej flocie nabycie w drugiej połowie dekady 12 francuskich kutrów rakietowo-artyleryjskich typu Kaman (Combattante II), uzbrojonych w pociski Harpoon. Od lat 70. Iran rozbudował też siły desantu morskiego oraz używał dość licznej floty poduszkowców wojskowych budowy brytyjskiej. Marynarka posiadała ponadto liczne małe okręty patrolowe, chociaż tylko sześć trałowców. Iran dysponował w tym czasie najsilniejszą marynarką spośród państw Zatoki Perskiej, aczkolwiek poziom utrzymania sprawności okrętów był niższy niż w państwach zachodnich. W 1975 roku liczyła ona 13 000 personelu. W skład marynarki wchodziło też lotnictwo, dysponujące wówczas 34 śmigłowcami amerykańskich typów i sześcioma samolotami P-3 Orion.
W ramach ambitnych planów zbrojeń szacha, pod koniec lat 70. planowano dalszą rozbudowę marynarki i pozyskanie czterech nowoczesnych amerykańskich niszczycieli rakietowych typu Kidd, aż 12 fregat rakietowych (typu Kortenaer) i dziewięciu okrętów podwodnych (w tym trzech używanych amerykańskich i sześciu nowych zachodnioniemieckiego typu 209), lecz zamówienia na nie anulowano po rewolucji islamskiej.

### Po rewolucji islamskiej
Irańska rewolucja islamska z 1979 roku doprowadziła do obalenia szacha i zerwania związków z państwami zachodnimi oraz do postępującej izolacji kraju. Poziom sprawności marynarki spadł na skutek odejścia części wyszkolonych oficerów oraz doradców zachodnich, jak również przebudowy struktur kraju i trudności w pozyskiwaniu części zamiennych. Mimo to, okręty były aktywnie używane podczas następującej wojny iracko-irańskiej w latach 1980–88. Kilka jednostek utracono w początkowych latach wojny, w tym dwie korwety typu Bayandor, dwa okręty desantowe i kuter rakietowy „Peykan”. Z drugiej strony, irańskie kutry rakietowe odniosły też pewne sukcesy nad mniej licznymi okrętami marynarki irackiej, pochodzącymi z bloku wschodniego. Na skutek podjętej następnie przez Iran „wojny przeciwko tankowcom”, doszło do starć z USA, w wyniku których w kwietniu 1988 roku lotnictwo marynarki amerykańskiej zatopiło fregatę „Sahand” i kuter rakietowy „Joshan” oraz poważnie uszkodziło fregatę „Sabalan”.
Na skutek izolacji kraju i zachodniego embarga na dostawy broni, przez dłuższy czas marynarka Iranu nie wzbogaciła się o większe okręty nawodne. Skokowym wzmocnieniem jej potencjału stało się jednakże nabycie w latach 90. trzech rosyjskich dość nowoczesnych okrętów podwodnych projektu 877EKM (w kodzie NATO: Kilo). W tym samym czasie nabyto 10 chińskich kutrów rakietowych typu Hudong, które wzmocniły jej zdolności obrony wybrzeża (jednostki te obsadzone są jednak przez Korpus Strażników Rewolucji Islamskiej). Podjęto też współpracę z Koreą Północną, owocującą budową miniaturowych okrętów podwodnych.

### XXI wiek
W pierwszych dekadach XXI wieku Iran nadal dysponował okrętami z lat 60/70, w tym trzema fregatami typu Saam (przemianowanego na Alvand) i dwoma korwetami typu Bayandor. Z większych okrętów nawodnych, podjęto jedynie budowę wzorowanych na typie Alvand sześciu własnych lekkich fregat typu Mowj, z których pierwsza „Jamaran” weszła do służby w 2010 roku. Podjęto też program skopiowania kutrów rakietowych typu Kaman, co zaowocowało zbudowaniem do 2009 roku czterech jednostek dla Morza Kaspijskiego i budową czterech dalszych. Mimo ograniczeń międzynarodowych Iran w ograniczonym zakresie modernizował i utrzymywał w służbie starsze okręty. W miejsce pocisków zachodnich, na uzbrojenie okrętów różnych klas przyjęto chińskie pociski przeciwokrętowe C-802. Oprócz większych okrętów marynarka Iranu używa łącznie kilkuset małych okrętów patrolowych oraz szybkich przybrzeżnych jednostek uderzeniowych kilku typów, z których część uzbrojona jest w torpedy i kierowane lub niekierowane pociski rakietowe. Dokładna liczba małych jednostek nie jest znana ani ujawniana na zewnątrz, a przy tym część z nich wchodzi w skład Korpusu Strażników Rewolucji.
Liczebność marynarki Iranu w 2015 roku wynosiła ok. 18 tysięcy ludzi, w tym 2000 lotnictwa. Marynarka Korpusu Strażników Rewolucji natomiast liczyła w tym czasie ok. 20 tysięcy ludzi. Mimo napiętych stosunków kraju ze społecznością międzynarodową, marynarka Iranu współdziała też w operacjach międzynarodowych, m.in. fregata „Alborz” uczestniczyła w działaniach antypirackich w Zatoce Adeńskiej w 2009 roku.